# Kaland, Finland
Kaland (finska: Kalanti), tidigare Nykyrko (finska: Uusikirkko) är en tätort i Nystads stad i landskapet Egentliga Finland i sydvästra Finland. Orten ligger vid stamväg 43, öster om staden Nystad.
Tidigare har orten utgjort centralort i dåvarande Kalands kommun.